# Krzysztof Bazylow

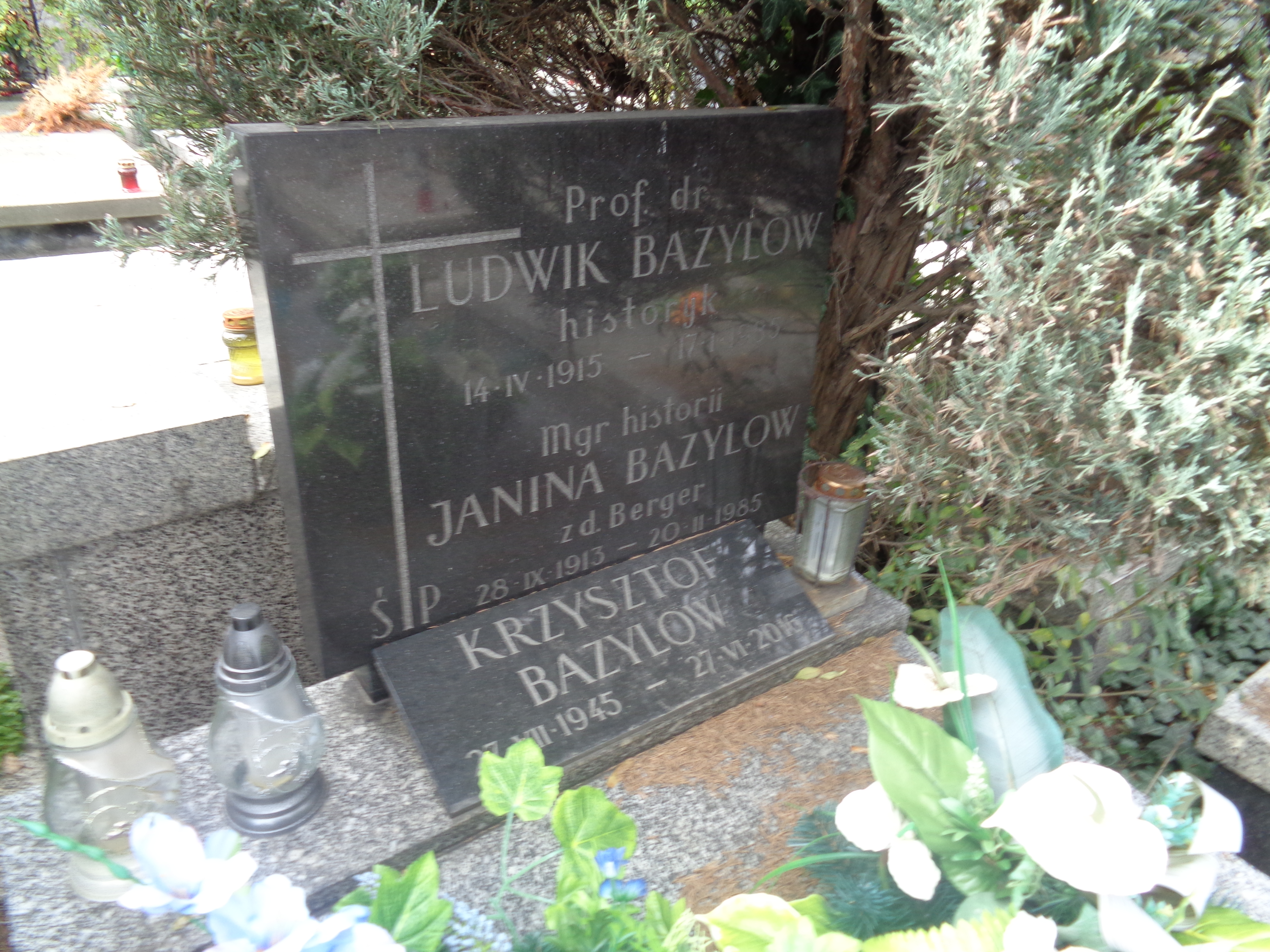
Grób rodzinny Krzysztofa Bazylowa na cmentarzu wojskowym na Powązkach

Krzysztof Andrzej Bazylow (ur. 27 lipca 1945 we Lwowie, zm. 27 czerwca 2016) – polski dziennikarz i działacz sportowy.

## Życiorys
Był synem prof. Ludwika Bazylowa. Przez blisko trzydzieści lat był dziennikarzem „Przeglądu Sportowego”, pisząc artykuły o koszykówce, piłce nożnej oraz lekkiej atletyce. Był również twórcą i zawodnikiem FC Kaktus, który sześciokrotnie zdobył tytuł mistrza Warszawy szóstek piłkarskich oraz prezesem klubu sportowego RKS Sarmata Warszawa. Został pochowany na Cmentarzu Wojskowym na Powązkach (kwatera 39C-4-7).
W 2001 został odznaczony Krzyżem Kawalerskim Orderu Odrodzenia Polski (M.P. z 2001, nr 23, poz. 406)